# Viaductos del Ferrocarril de Cornualles

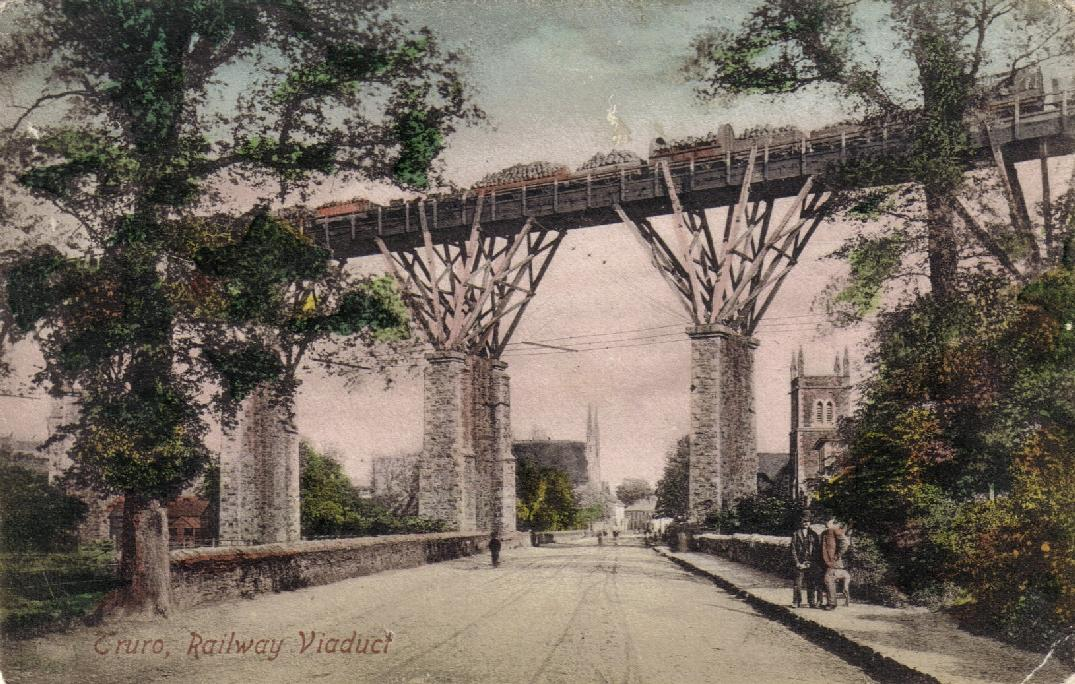
Las 70 mi del Ferrocarril de Cornualles incluyeron 42 viaductos de madera, como el de Carvedras en Truro

Los viaductos del Ferrocarril de Cornualles son un conjunto de más de cuarenta estructuras, construidas por la propia Compañía del Ferrocarril de Cornualles cuando se tendió la línea ferroviaria entre Plymouth y Truro, en el sur de Gran Bretaña. El trayecto se  inauguró en 1859 y se extendió hasta Falmouth en 1863. La topografía de Cornualles es tal que la ruta, que generalmente es de este a oeste, atraviesa numerosos ríos con valles profundos que casi siempre discurren de norte a sur. En el momento de la construcción de la línea, el dinero escaseaba debido al colapso del sistema financiero tras la fiebre del ferrocarril, y la empresa buscó formas de reducir los gastos.
Siguiendo el consejo del ingeniero ferroviario victoriano Isambard Kingdom Brunel, los cruces de los ríos se resolvieron mediante viaductos de madera, 42 en total, que consistían en tramos de celosía de madera sostenidos por soportes arriostrados dispuestos en abanico también de madera, apoyados a su vez sobre pilares de mampostería. Este método inusual de construcción redujo sustancialmente el costo inicial de construcción en comparación con una estructura de mampostería, pero a costa de un mantenimiento mucho más caro.
El reemplazo de los viaductos de madera por estructuras de mampostería comenzó en la década de 1870, pero algunos permanecieron en servicio hasta la década de 1930.

## Historia
El Ferrocarril de Cornualles se planeó para conectar Plymouth con Falmouth. El tramo de Plymouth a Truro se abrió el 4 de mayo de 1859 y el trazado restante hasta Falmouth el 24 de agosto de 1863. Aunque la línea había sido diseñada por Brunel, las obras se concluyeron después de su muerte, y la construcción fue supervisada por R P Brereton. Se proyectó como una línea de vía única de gran ancho (7 pies 1/4 plg (2140 mm)).
Las 70 millas (112,7 km) de vía férrea debían salvar 45 ríos y profundos valles. De estos, 43 fueron atravesados empleando viaductos de varios tipos construidos total o parcialmente con madera. Se establecieron unos talleres en Lostwithiel, donde la madera podía llegar en barcazas para ser preparada y cortada a la medida. Los sobrantes de los maderos utilizados para los viaductos y la vía se utilizaron luego para la construcción de los edificios del ferrocarril.
La elección de la madera estuvo motivada por la necesidad de mantener bajos los costos iniciales, pero Brunel había advertido que esta decisión significaba un mantenimiento más costoso, que ascendía a 10.000 libras anuales. El reemplazo de los viaductos comenzó en 1875, pero provocó una disputa en 1884 entre el Ferrocarril de Cornualles y el Great Western Railway, arrendatario de la línea. El contrato de arrendamiento no incluía la conversión de la línea al ancho internacional, y el Ferrocarril de Cornualles se negó a pagar la ampliación de los viaductos necesaria para acomodar una doble vía de ancho estándar. Tras la fusión de las dos empresas el 1 de julio de 1889, se reemplazaron todos los viaductos restantes en la línea principal a Truro. La mayoría fueron reconstruidos in situ o mediante un viaducto de reemplazo construido inmediatamente al lado, y en este último caso, muchos de los pilares originales aún permanecen en la actualidad.
Entre Saltash y St Germans, se construyó un tramo en variante de la línea en 1908, lo que permitió eliminar los viaductos de madera contenidos en el tramo sustituido. Todos los del ramal de Falmouth fueron reemplazados entre 1923 y 1934.

## Características constructivas
Los característicos viaductos de madera se construyeron con madera de pino amarillo, tratada con Kyanising (cloruro de mercurio) o, a veces, con Burnettising (cloruro de zinc, un proceso patentado por William Burnett) en los talleres de Lostwithiel. Las distintas maderas se fijaban a piezas de fundición de hierro, utilizándose hierro forjado para las partes del puente sometidas a tracción, como los tirantes de las vigas de celosía situadas entre los vanos. Se construyeron cinco tipos distintos de viaductos para adaptarse a las condiciones locales de cada lugar. Peter John Margary, el ingeniero del Ferrocarril de Cornualles de 1868 a 1891, los clasificó como las clases de la A a la E.
- Clase A: La mayoría de los viaductos se construyeron sobre pilares de piedra que se elevaban aproximadamente hasta alcanzar 34 pies (10,4 m) por debajo del nivel de la vía. Desde la parte superior de estos pilares irradiaban en abanico tres riostras de madera para sostener las vigas situadas inmediatamente por debajo de la vía, con un abanico a cada lado y el tercero debajo del centro del tablero. Los puntales estaban inclinados alrededor de 55, 75, 105 y 125 grados desde la horizontal (dando como resultado una forma abanicada \\//), aunque con algunas ligeras variaciones. Esto permitía diseñar pilares con sus centros espaciados en aproximadamente 65 pies (19,8 m).[7]
- Clase B: Se dio un soporte más fuerte a los viaductos de St Pinnock, Largin y Ponsanooth al reemplazar el conjunto central de puntales en abanico por dos de ellos que se unian a los abanicos exteriores en la parte donde se apoyaban sobre el pilar y se encontraban en la parte superior, dando una forma de W cuando se veían según el ancho de los pilares.[8]
- Clase C: El suelo blando de los valles de los cauces sometidos al efecto de las mareas en Weston Mill, Forder, Wivelscombe y Nottar requería una estructura más ligera, lo que se logró prescindiendo de los pilares de piedra y reemplazándolos con vigas verticales con forma de caballetes apoyados sobre pilotes hincados en el lodo. No disponían de riostras en forma de abanico para soportar la vía, sino que se construyeron celosías de madera que apoyaban directamente sobre los caballetes de madera.[9]
- Clase D: Los viaductos de Coombe (cerca de Saltash) y Moorswater tenían solo dos riostras abanicadas en cada pila, una a cada lado, pero su parte inferior estaba unida mediante vigas de madera laminada entre cada conjunto de abanicos, lo que creaba una viga continua a lo largo del viaducto sobre la parte superior de las pilas de mampostería.[10]
- Clase E: Los valles menos profundos situados en Grove, Draw Wood y Probus se cruzaron empleando caballetes simples con tres riostras abanicadas paralelas, con dos puntales cada una en forma de V.[11]

Los diseños ideados por Brunel permitían retirar y reemplazar cualquier pieza de madera deteriorada. Los primeros daños generalmente solían aparecer en la parte inferior de las riostras (donde se asentaban sobre los soportes de fundición) y alrededor de los agujeros de los pernos. La otra zona con efectos de deterioro significativos generalmente se localizaba debajo de la plataforma que soportaba la vía y el balasto. Después de la Primera Guerra Mundial se hizo difícil obtener la madera de pino amarillo preferida y, en su lugar, se utilizó otra madera con una vida útil más corta, aunque en ese momento de todos los viaductos originales solo seguían en uso los del ramal de Falmouth.
Grupos de operarios trabajaban en brigadas especialmente organizadas dedicadas al mantenimiento de los viaductos. Para llegar a las vigas de madera situadas debajo del tablero, trabajaban con sogas de 2,5 pulgadas (63,5 mm) de diámetro de cáñamo de Manila. Era posible realizar el mantenimiento de los viaductos sin interrumpir el tráfico de los trenes, aunque se aplicaba una restricción de velocidad temporal a 10 millas por hora (16,1 km/h) hasta que se daba por terminado correctamente el reemplazo de las piezas dañadas. La sustitución de las vigas más grandes se llevaba a cabo los domingos, cuando había menos trenes circulando.

## Viaductos de Plymouth a St Germans

### Stonehouse Pool

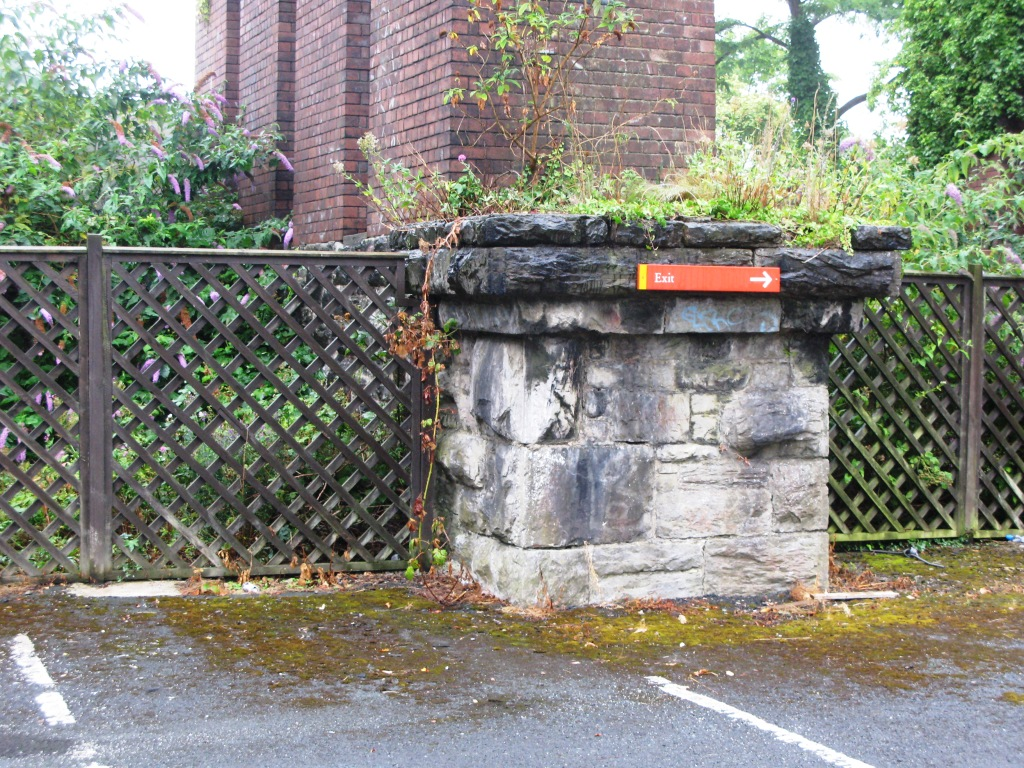
Pilar de piedra original, con las pilas de ladrillo del viaducto de sustitución al fondo

Milla 247.25 en la línea original de Millbay a Devonport entre Five Fields Lane (ahora North Road West) y Stuart Road, 1 milla (1,6 km) al sur de la estación Devonport. (50°22′37″N 4°09′00″O / 50.376835, -4.150043)

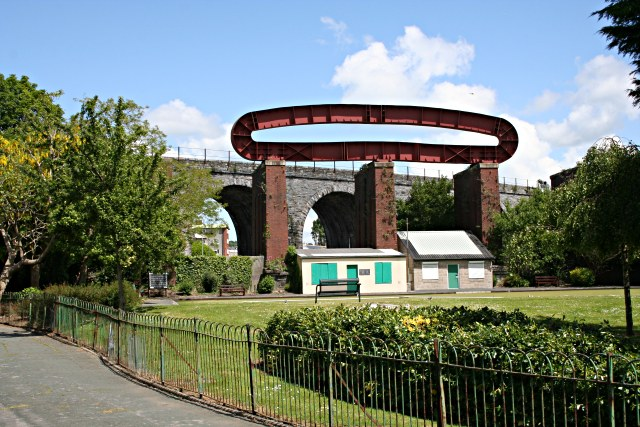
La curiosa escultura de acero con la que se sustituyó el tablero del segundo viaducto, el construido en 1908

Era el único viaducto de doble vía de la línea, una estructura de la clase A pero con cinco puntales abanicados sobre cada una de sus pilas de escasa altura. Tenía 57 pies (17,4 m) de alto y 321 pies (97,8 m) de largo. Se reconstruyó con vigas de celosía de hierro sobre pilares de ladrillo en 1908.
El terreno debajo del viaducto era la cabecera de un arroyo sometido al efecto de las mareas, pero posteriormente se drenó y forma un parque. En 1876 se abrió un nuevo baipás del Ferrocarril de Cornualles hacia la Estación del Norte de Plymouth, construido mediante un viaducto de 131 yardas (119,8 m) junto al viaducto de Stonehouse Pool. La Estación de Millbay y sus líneas de conexión (en las que estaba ubicado el viaducto de Stonehouse Pool) se cerraron en 1964, y desde entonces se han quitado las vigas y se ha erigido una obra de arte de acero en su lugar.

### Keyham
Milla 248.75, 0,5 millas (0,8 km) al norte de Devonport. (50°23′10″N 4°10′40″O / 50.386003, -4.177809)
Un viaducto también de la clase A de 90 pies (27,4 m) de alto y 432 pies (131,7 m) de largo, apoyado sobre 6 pilas. Fue reconstruido usando vigas de celosía de hierro en 1900, que fueron nuevamente reemplazadas por vigas de acero en 1937.

### Weston Mill

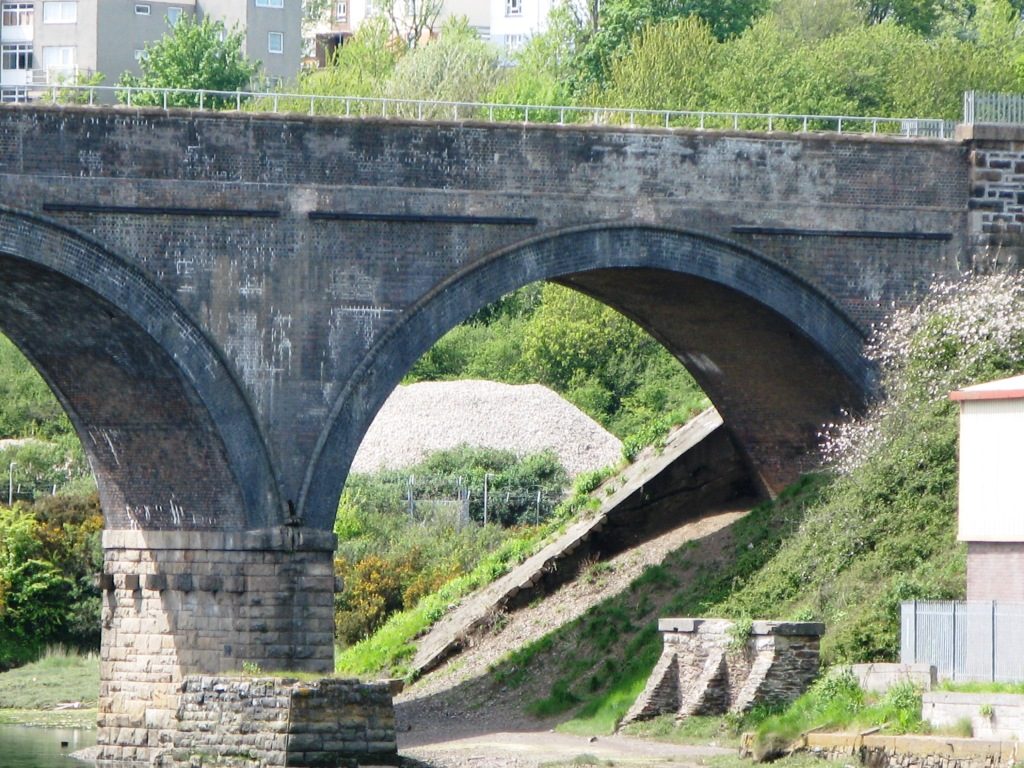
Pila sobreviviente del viaducto original, situada por debajo de un arco de la estructura de sustitución

Milla 249.5, 1,25 millas (2 km) al norte de Devonport, sobre el arroyo de Weston Mill Creek. La Estación de Keyham se abrió en su extremo sur en 1900. (50°23′43″N 4°10′57″O / 50.395372, -4.182511)
Un viaducto de la clase C de 46 pies (14,0 m) alto y 1200 pies (365,8 m) de largo sobre 29 caballetes. Fue reemplazado por una estructura de acero en 1903.

### Puente Royal Albert

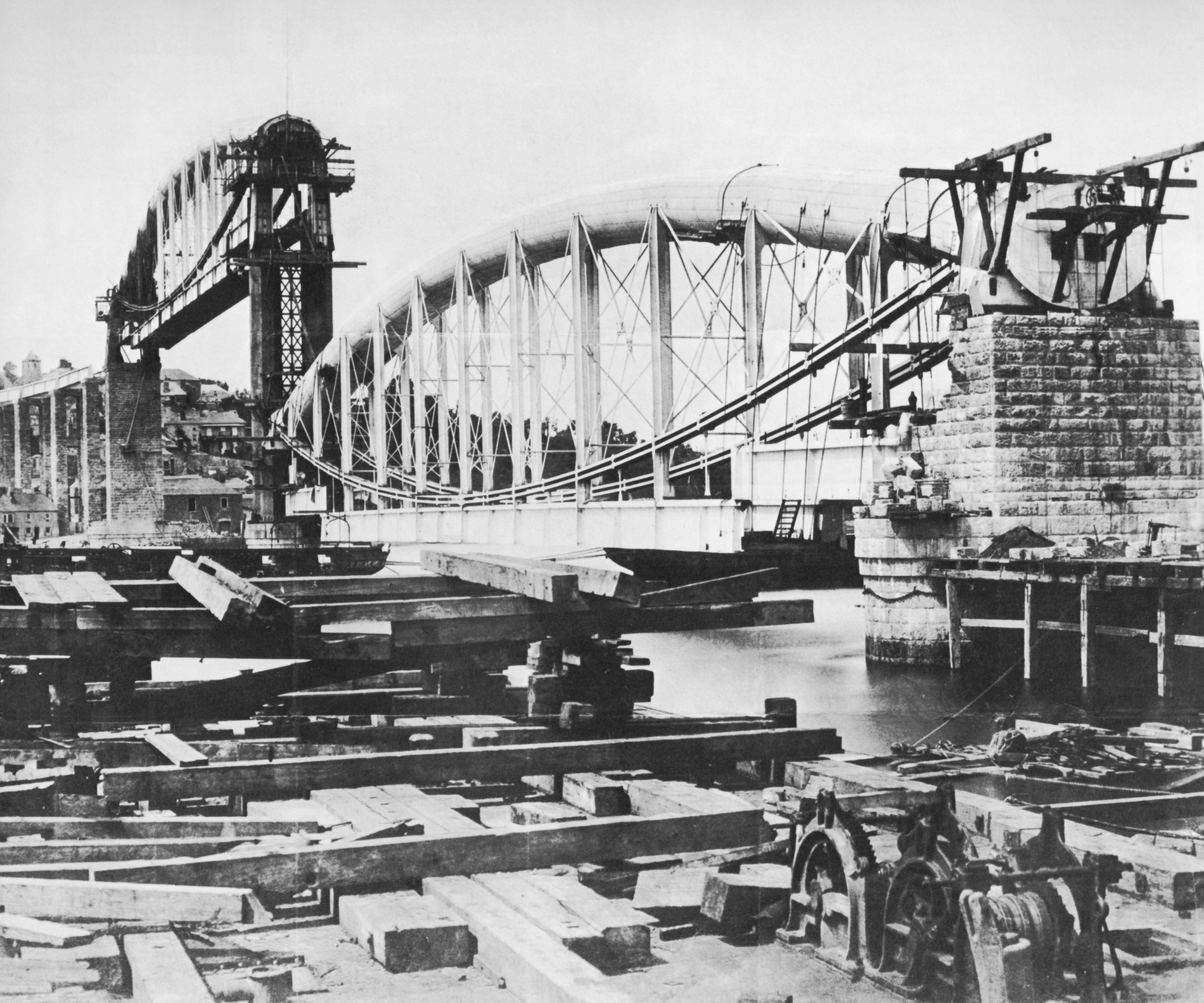
El puente Royal Albert en construcción (1858)

Milla 252, inmediatamente al este de la Estación de Saltash. (50°24′27″N 4°12′12″O / 50.407575, -4.203389)
Este fue el puente metálico más grande de la ruta cuando se inauguró. Es una estructura de hierro forjado de 2187 pies 6 pulgadas (666,8 m) (que incluye dos tramos principales de 455 pies (138,7 m)), cuyo tablero se encuentra 100 pies (30,5 m) por encima de la cota de la marea alta.

### Coombe by Saltash
Milla 251.5, 0,25 millas (0,4 km) al oeste de la estación Saltash. (50°24′16″N 4°12′42″O / 50.404562, -4.211637)
Un viaducto de la clase D de 86 pies (26,2 m) de alto y 603 pies (183,8 m) de largo sobre 9 caballetes. Fue reemplazado por un viaducto de piedra el 19 de octubre de 1894. Debido a que cruzaba un estuario profundo y fangoso, Brunel lo diseñó sobre pilotes de madera, y en lugar de pilares de piedra usó caballetes de madera, que estaban hechos con cuatro grupos de cuatro vigas de madera, cada grupo orientado interiormente hacia la parte superior.

### Forder
Milla 252.25, 1,25 millas (2 km) al oeste de Saltash. (50°23′42″N 4°13′52″O / 50.395087, -4.231024)
Un viaducto de la clase C de 67 pies (20,4 m) alto y de 606 pies (184,7 m) largo apoyado sobre 16 caballetes. Fue demolido después de que la línea se modificara a una alineación más interior el 19 de mayo de 1908.

### Wivelscombe
Milla 253.5, 2,25 millas (3,6 km) al oeste de Saltash. (50°23′27″N 4°14′51″O / 50.390736, -4.247503)
Un viaducto de la clase C de 25 pies (7,6 m) de alto y 198 pies (60,4 m) de largo sobre 4 caballetes, formado únicamente por dos montantes cada uno más una cruceta. Fue demolido después de que la línea se desviara a una alineación más interior el 19 de mayo de 1908.

### Grove
Milla 255.0, 1 milla (1,6 km) al este de St Germans. (50°23′26″N 4°16′59″O / 50.390682, -4.283037)
Un viaducto de la clase E de 29 pies (8,8 m) de alto y 114 pies (34,7 m) de largo sobre dos pilas enanas. Las riostras abanicadas consistían en dos puntales a cada lado de la vía, atados debajo del tablero mediante tirantes transversales, y un par central de puntales que se unían en la parte superior en forma de V invertida. Vistos lateralmente, su disposición era un abanico en forma de \|/. Fue demolido después de que la línea se desviara a una alineación más interior el 19 de mayo de 1908.
El viaducto fue el escenario de un accidente fatal sucedido aquí solo dos días después de la apertura del ferrocarril. El 6 de mayo de 1859 la locomotora del tren de Plymouth de las 7.25 p. m. se acercaba a St Germans, cuando se salió de los rieles, golpeó el parapeto del viaducto y se precipitó sobre el lodo del fondo del valle, quedando boca abajo. Dos de los vagones también terminaron en el cauce. Murieron un maquinista, el fogonero y un interventor. Un segundo interventor, Richard Paddon, recibió una recompensa de cinco libras en reconocimiento a su intervención para mantener el resto del tren en el viaducto y para ayudar a rescatar a los sobrevivientes. En la investigación realizada el 10 de mayo de 1859, el inspector permanente de vías, el superintendente de tráfico y el Sr. Brereton, ingeniero jefe de Brunel, no pudieron explicar las causas del descarrilamiento, y el veredicto del jurado fue "muerte accidental".

### Nottar
Milla 255.25, cruzando el río Lynher 0,75 millas (1,2 km) al este de St Germans. (50°23′34″N 4°17′24″O / 50.392816, -4.290075)
Un viaducto de la clase C de 67 pies (20,4 m) alto y 921 pies (280,7 m) de largo sobre 27 caballetes. Fue demolido después de que la línea se desviara a una alineación más interior el 19 de mayo de 1908.

### St Germans
Milla 256.0, cruzando el río Tiddy 0,25 millas (0,4 km) al este de St Germans. (50°23′35″N 4°18′08″O / 50.393192, -4.302349)
Este viaducto de madera no estaba incluido en el sistema de clasificación de Margary, ya que no era un viaducto con riostras abanicadas. Se trataba de una celosía de madera apoyada sobre 16 caballetes también de madera, creando un viaducto de 106 pies (32,3 m) de alto y 945 pies (288 m) de largo. Se cimentó con pilotes hincados en el lodo, con los caballetes construidos en la parte superior de cuatro grupos de cuatro vigas de madera, cada grupo orientado hacia la parte superior de la estructura. En aquellos pilares situados en las orillas del río, los caballetes descansaban sobre pedestales bajos de mampostería. No era posible sustituir vigas individuales de los caballetes, a diferencia de los viaductos de riostras abanicadas, diseñados teniendo en cuenta que se pudieran mantener sustituyendo partes individualmente. Fue demolido después de que la línea se desviara a una nueva alineación el 19 de mayo de 1908.

## Viaductos de St Germans a Liskeard

### Tresulgan
Milla 261.0, 0,75 millas (1,2 km) al este de Menheniot. (50°25′22″N 4°23′32″O / 50.422738, -4.392149)
Un viaducto de la clase A de 93 pies (28,3 m) de alto y 525 pies (160 m) de largo sobre 8 pilas. Fue sustituido por un nuevo viaducto de piedra el 26 de marzo de 1899.

### Coldrennick
Milla 261.5, inmediatamente al este de la estación de Menheniot. (50°25′31″N 4°24′22″O / 50.425239, -4.406118)

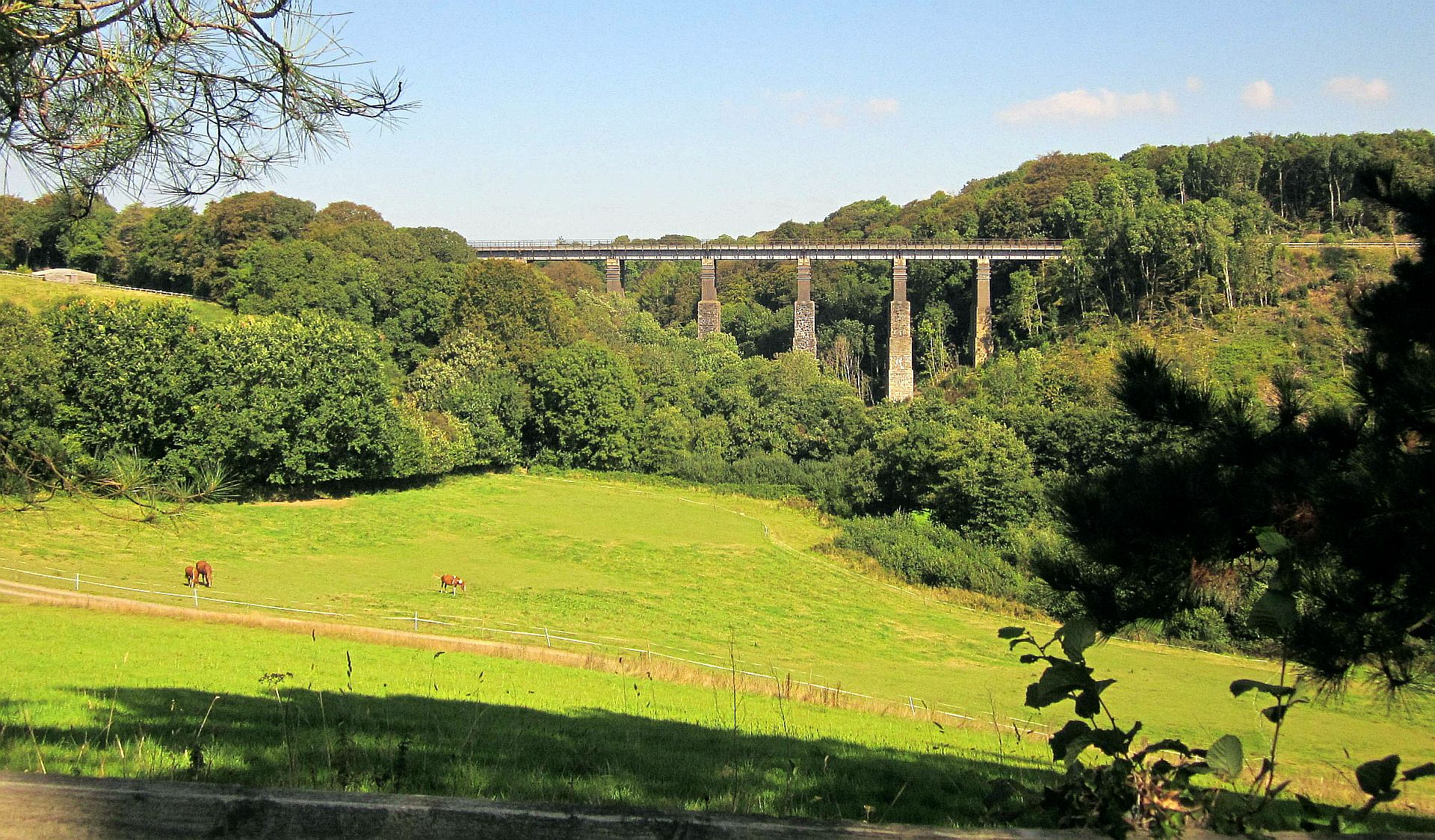
Viaducto de Coldrennick

Un viaducto de la clase A de 138 pies (42,1 m) de alto y 795 pies (242,3 m) de largo sobre 16 pilas. Los pilares se levantaron en ladrillo y nuevas vigas de hierro reemplazaron a las de madera. Este trabajo se completó el 23 de enero de 1898. Los pilares se reforzaron aún más en 1933, recubriéndolos con piedra.
El periódico Times informó de que "se dice que tiene 134 pies de altura y es el más alto de toda la serie de puentes por los que pasa el ferrocarril [de Cornualles]".
Se produjo un accidente el 9 de febrero de 1897 durante la reconstrucción, mientras una cuadrilla de 17 operarios trabajaba debajo de la superestructura del viaducto en una plataforma que se derrumbó cuando estaban a 140 pies (42,7 m) de altura, causando la muerte a 12 de los hombres. Estaban trabajando en el séptimo vano cuando ya se habían instalado travesaños y se estaba posicionando un portacarril longitudinal de hierro forjado, desplazándolo a mano con un extremo apoyado en la pila del viaducto. El portador de rieles tenía 20 pies de largo. La "plataforma" en la que estaban trabajando, que atravesaba ese espacio, estaba sostenida por una viga de madera de segundo uso que anteriormente se había empleado como elemento estructural principal en uno de los otros tramos, por lo que presentaba varias muescas recortadas (para su uso anterior) y estaba podrida en su punto de menor sección. El ingeniero supervisor dijo que se debería haber usado una cadena para sostener el centro, con el fin de soportar parte de la carga de los hombres y del dispositivo portador de rieles.
Las declaraciones de la investigación arrojan una luz interesante sobre los métodos de trabajo de la época:
Samuel Stephens, trabajador ferroviario, vecino de Liskeard, dijo que había estado empleado en el viaducto de Coldrenick desde el verano. El andamio que cayó se había levantado algunas semanas antes. En el momento del accidente había 13 hombres en la plataforma que se derrumbó. En los trabajos de desmontaje de la viga participaron unos 17 hombres. A medida que la viga era empujada hacia adelante, más hombres llegaron al frente y se apoyaron en el tramo que se derrumbó. Cuando los hombres de delante tuvieron la viga sobre los hombros, aumentaría el peso sobre la plataforma. Él y otros 12 hombres llevaban la viga sobre sus hombros, con un extremo apoyado en el pilar del viaducto. Justo cuando el otro extremo de la viga se acercaba a una viga transversal sobre la que estaba destinado a descansar, la plataforma se derrumbó repentinamente y 12 hombres de la cuadrilla se precipitaron al valle de debajo.
P. C. Ball dijo que había examinado la viga que cedió. Era de 22 pies y 8 pulgadas de largo por 6 pulgadas de canto, pero se le habían realizado algunas muescas. En un lugar había una muesca de 9 por 4 pulgadas de ancho. En otro lugar a 2 pies de distancia había otro corte de 30 pulgadas de largo y 2 o 3 pulgadas de ancho. Otra muesca era de 48 pulgadas de largo. La ruptura estaba en el centro del corte. La viga estaba aquí reducida a 5½ pulgadas de espesor, y justo en este punto había un desperfecto debido a que la madera se estaba pudriendo.

El jurado después de una larga deliberación encontró que la muerte de los 12 hombres se debió a la caída de la plataforma, causada por la negligencia mostrada por el capataz Blewett al no hacer que se usaran cadenas durante la colocación de la plataforma, y también por el encargado Pearse al seleccionar madera defectuosa para la construcción de la plataforma. También encontraron que Blewett y Pearse causaron la muerte de los hombres de manera criminal.

### Trevido
Milla 262.5, 1 milla (1,6 km) al oeste de Menheniot. (50°25′52″N 4°25′38″O / 50.431076, -4.427276)

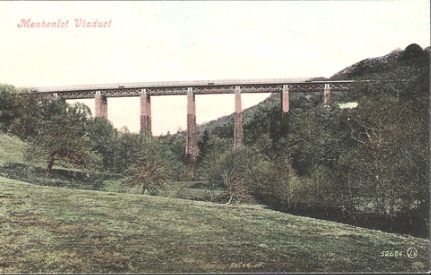
Viaducto de Trevido después de la reconstrucción, denominado viaducto de Menheniot en una postal antigua

Un viaducto de clase A de 101 pies (30,8 m) de alto y 486 pies (148,1 m) de largo sobre 7 pilas. Fue sustituido por un nuevo viaducto de piedra el 14 de septiembre de 1898. El 15 de noviembre de 1897 se produjo un accidente durante estas obras de reconstrucción. Una soga cedió mientras cinco hombres izaban una viga de madera sobre el nuevo viaducto. Uno de ellos soltó la soga demasiado pronto, y como resultado, la viga se soltó y mató a dos miembros de la cuadrilla.

### Cartuther
Milla 264.0, 0,75 millas (1,2 km) al este de Liskeard. (50°26′23″N 4°27′11″O / 50.439646, -4.453046)
Un viaducto clase A 89 pies (27,1 m) de alto y 411 pies (125,3 m) de largo sobre 6 pilas. Fue sustituido por un nuevo viaducto de piedra el 8 de enero de 1882.

### Bolitho
Milla 264.25, 0,25 millas (0,4 km) al este de Liskeard. (50°26′34″N 4°27′31″O / 50.442878, -4.458668)

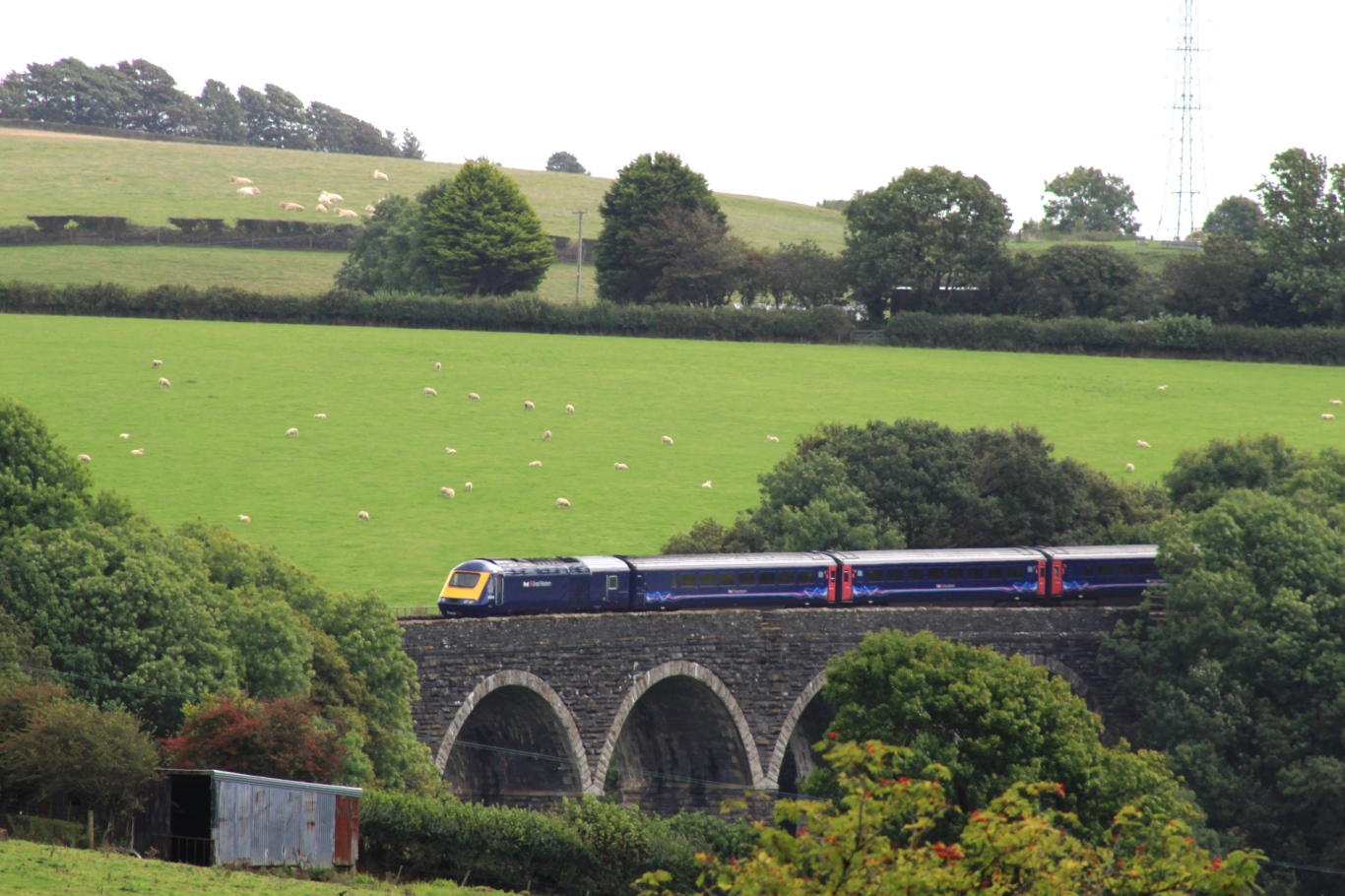
Bolitho Viaduct

Un viaducto clase A 113 pies (34,4 m) de alto y 546 pies (166,4 m) de largo sobre 8 pilas. Fue reconstruido como un viaducto de piedra en 1882.

### Liskeard
Milla 264.5, en el extremo este de la Estación de Liskeard. (50°26′45″N 4°28′00″O / 50.445768, -4.466575) Desde el 25 de febrero de 1901, la Línea del Ramal de Looe pasa por debajo de este viaducto.
Un viaducto de clase A de 150 pies (45,7 m) de alto y 720 pies (219,5 m) de largo sobre 11 pilas. Fue reconstruido elevando los pilares de ladrillo y reemplazando la madera por celosías de hierro en 1894. Estas vigas fueron renovadas en acero en 1929.

## Viaductos de Liskeard a Bodmin Road

### Moorswater
Milla 265.5, 0,5 millas (0,8 km) al oeste de Liskeard. (50°26′56″N 4°29′02″O / 50.449013, -4.483999)

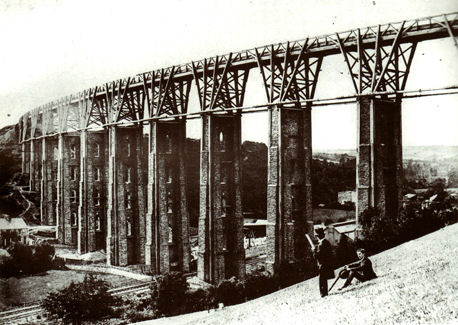
El viaducto original de Moorswater

Un viaducto de clase D de 147 pies (44,8 m) de alto y 954 pies (290,8 m) de largo sobre 14 pilas arriostradas. John Binding, en su estudio "Brunel's Cornish Viaducts", pensó que "Moorswater, en virtud de su tamaño y ubicación, fue sin duda el más espectacular de todos ellos".
En 1855, dos de los pilares en construcción se derrumbaron. Brunel los inspeccionó y los reconstruyó al año siguiente según su diseño original. En 1867 se desmanteló y reconstruyó unos 12 pies (4 m) de uno de los pilares. En lugar de los habituales tirantes metálicos entre la parte superior de los pilares, este viaducto se equipó con tirantes de madera, y se instalaron vigas verticales de madera en las esquinas de algunos pilares.

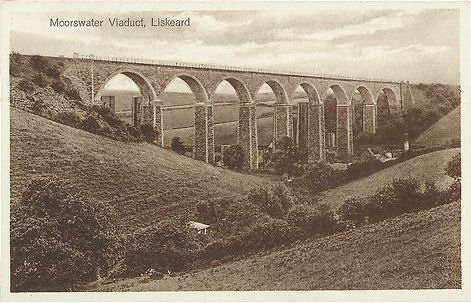
Viaducto de Moorswater tras su reconstrucción

Fue reemplazado por un nuevo viaducto de piedra de ocho arcos con parapetos de hierro fundido el 25 de febrero de 1881. Durante este trabajo, HG Cole, el ingeniero residente, murió cuando se derrumbó una grúa de vapor. Seis de los pilares antiguos siguen en pie junto al nuevo viaducto, pero los pilares más débiles fueron derribados antes de que se derrumbaran. El nuevo viaducto y las pilas restantes de la estructura original fueron catalogadas como monumento de Grado II* el 26 de noviembre de 1985.

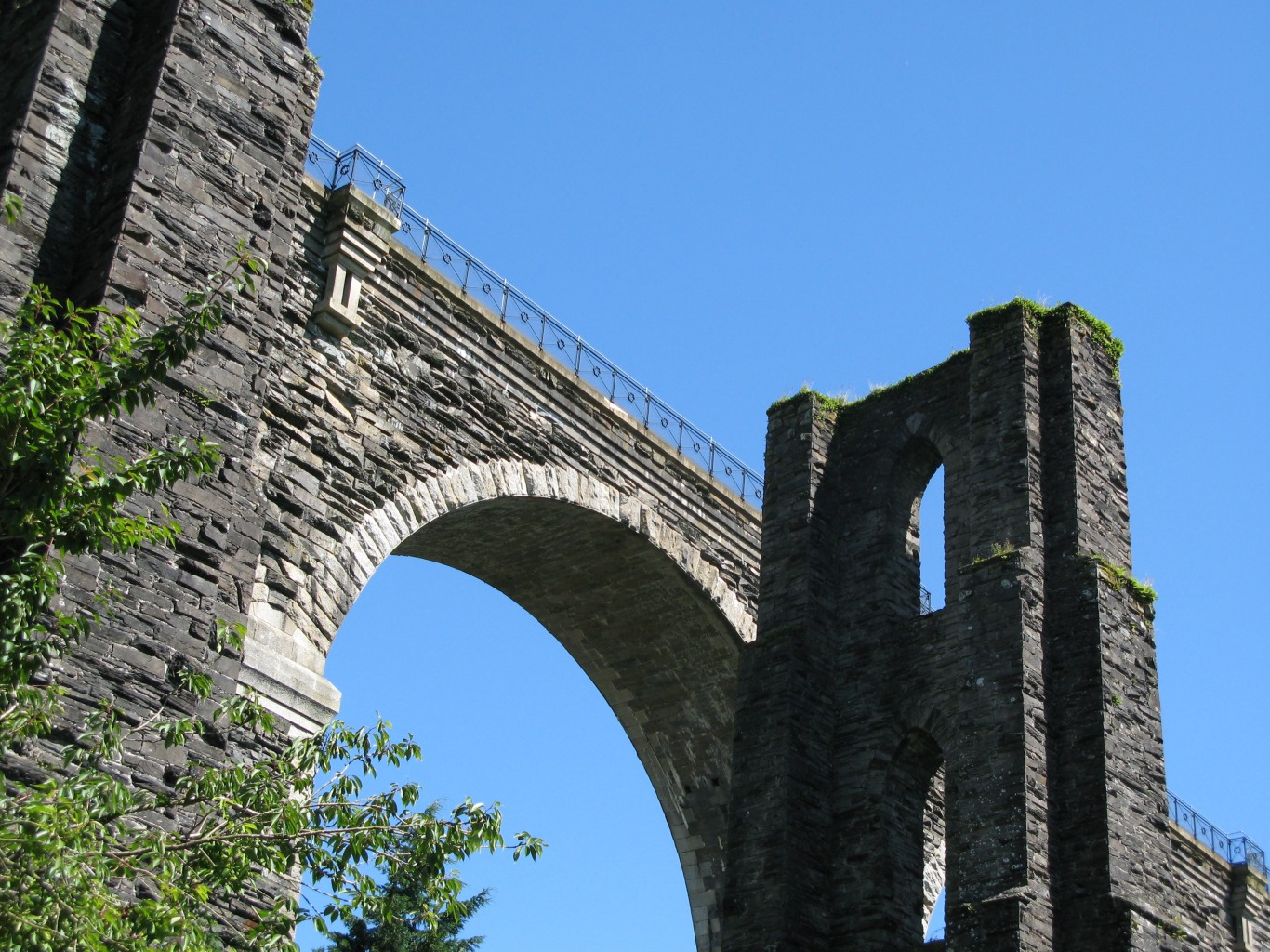
Uno de los pilares de 1859 proyectados por Brunel, junto al viaducto de 1881

La línea que discurre por debajo de este viaducto es la del Ferrocarril de Liskeard y Looe. Al sur se puede ver Coombe Junction Halt, mientras que al norte se encuentran los restos del haz de vías de Moorswater, todavía utilizado por los trenes de mercancías. Un poco más adelante se encuentra el Ferrocarril de Liskeard y Caradon construido para dar servicio a varias canteras de granito.

### Westwood
Milla 269, 1 milla (1,6 km) al oeste de Doublebois. (50°27′10″N 4°33′36″O / 50.452738, -4.560018)
Un viaducto de clase A de 88 pies (26,8 m) de alto y de 372 pies (113,4 m) de largo sobre 5 pilas. Fue reemplazado por un nuevo viaducto de piedra el 14 de diciembre de 1879. Una cantera situada al sur del ferrocarril proporcionó la piedra empleada tanto para la construcción como para la reconstrucción posterior de muchos de los viaductos de Cornualles.

### St Pinnock
Milla 269.5, 1,25 millas (2 km) al oeste de Doublebois sobre el complejo comercial de Trago Mills en las afueras de la ciudad. (50°27′11″N 4°34′07″O / 50.453064, -4.568532)
Un viaducto de clase B de 151 pies (46,0 m) de alto y 633 pies (192,9 m) de largo sobre 9 pilas. Fue reconstruido elevando los pilares y reemplazando la madera por vigas de hierro en 1882. Este es el viaducto más alto del Ferrocarril de Cornualles. La línea se dejó en vía única sobre este viaducto el 24 de mayo de 1964 para reducir la carga sobre la estructura. Este fue catalogado como Grado II en 1985.

### Largin
Milla 269.75, 1,75 millas (2,8 km) al oeste de Doublebois. (50°27′10″N 4°34′37″O / 50.452646, -4.57708)
Un viaducto de clase B de 130 pies (39,6 m) de alto y 567 pies (172,8 m) de largo sobre 8 pilas. Fue reconstruido elevando los pilares y reemplazando la madera por vigas de hierro el 16 de enero de 1886. La línea se dejó en vía única sobre este viaducto el 24 de mayo de 1964 para reducir la carga de la estructura.

### West Largin
Milla 270.25, 2 millas (3,2 km) al oeste de Doublebois. (50°27′17″N 4°35′25″O / 50.454751, -4.590182)
Un viaducto de clase A de 75 pies (22,9 m) de alto y 315 pies (96,0 m) de largo sobre 5 pilas. Fue sustituido por un nuevo viaducto de piedra el 26 de septiembre de 1875. Fue catalogado como Grado II en 1985.

### Draw Wood
Milla 270.5, 2,25 millas (3,6 km) al oeste de Doublebois. (50°27′23″N 4°35′42″O / 50.456466, -4.595053)
Un viaducto de clase E de 42 pies (12,8 m) de alto y 681 pies (207,6 m) de largo sobre 17 pilas enanas. Fue reemplazado por un terraplén y un muro de contención de piedra en 1875.

### Derrycombe
Milla 271, 2,75 millas (4,4 km) al oeste de Doublebois. (50°27′24″N 4°35′58″O / 50.456698, -4.599452)
Un viaducto de clase A de 77 pies (23,5 m) de alto y 369 pies (112,5 m) de largo sobre 5 pilas. Fue reemplazado por un nuevo viaducto de piedra el 8 de mayo de 1881. El nuevo viaducto y los pilares restantes de la estructura original fueron clasificados como monumentos de Grado II en 1985.

### Clinnick

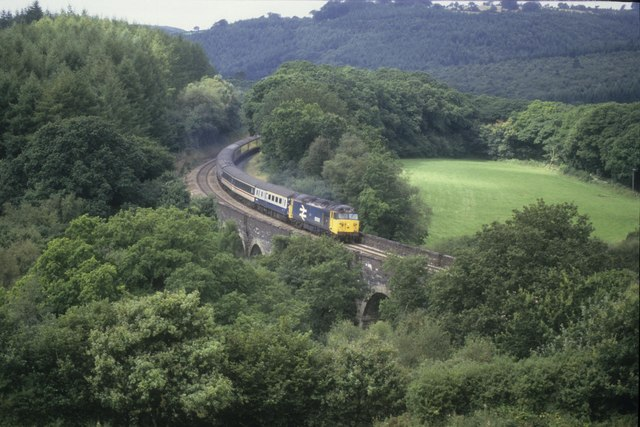
Un tren cruzando el viaducto de Penadlake (reconstruido en 1877)

Milla 271.5, 2,5 millas (4 km) al este de Bodmin Road. (50°27′25″N 4°36′47″O / 50.457026, -4.613099)
Un viaducto de clase A 74 pies (22,6 m) de alto y 330 pies (100,6 m) de largo sobre 5 pilas. Fue sustituido por un nuevo viaducto de piedra con parapeto de hierro el 16 de marzo de 1879. El nuevo viaducto y los pilares restantes de la estructura original fueron clasificados como elementos de Grado II en 1985.

### Penadlake
Milla 272.25, 1,75 millas (2,8 km) al este de Bodmin Road. (50°27′18″N 4°37′41″O / 50.455127, -4.627937)
Un viaducto de clase E de 42 pies (12,8 m) alto y 426 pies (129,8 m) de largo sobre 10 pilas enanas. Fue reemplazado por un nuevo viaducto de piedra el 7 de octubre de 1877. En 1985 se catalogó como Grado II.

## Viaductos de Lostwithiel a Truro

### Lostwithiel
Milla 277.75, 0,25 millas (0,4 km) al oeste de Lostwithiel cruzando el río Fowey. (50°24′17″N 4°40′07″O / 50.404811, -4.668514)
Un puente de hierro forjado de 80 pies (24,4 m) de luz con seis vanos de acceso de madera de 27 pies (8,2 m). La fecha de reemplazo es incierta.

### Milltown
Milla 278.5, 1 milla (1,6 km) al oeste de Lostwithiel. (50°23′16″N 4°40′06″O / 50.387809, -4.668267)
Un viaducto de clase A de 75 pies (22,9 m) de alto y 501 pies (152,7 m) de largo sobre 7 pilas. Reemplazado por un nuevo viaducto de piedra en 1894.

### Par
Milla 282.25, 0,25 millas (0,4 km) al oeste de Par. (50°20′56″N 4°42′23″O / 50.348911, -4.706268)
Un viaducto de piedra de cinco arcos de 73 yardas (66,8 m) para transportar la línea sobre un tranvía, un río y un canal cerca de Par Harbour. Este fue el único viaducto construido en piedra en la línea cuando se inauguró en 1859. Es conocido localmente como los 'Cinco Arcos'.

### St Austell

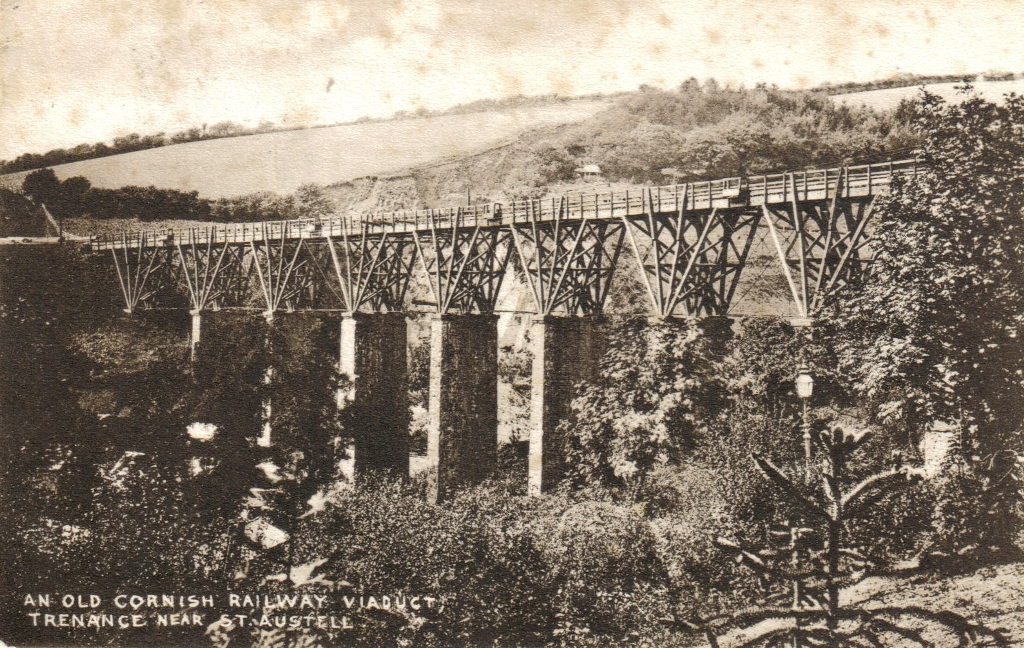
Viaducto de St Austell

Milla 286.75, cruzando el valle de Trenance 0,5 millas (0,8 km) al oeste de St Austell. (50°20′33″N 4°47′53″O / 50.342475, -4.798064)
Un viaducto de clase A de 115 pies (35,1 m) de alto y 720 pies (219,5 m) de largo sobre 10 pilas. Fue construido en una curva y cruza oblicuamente la carretera a Bodmin. El pilar situado junto a esta carretera tuvo que construirse con una sección triangular inusual para adaptarse a esta particular configuración. El viaducto fue reemplazado por una nueva estructura de piedra en 1899, con el mismo punto de arranque en el extremo de St Austell antes de seguir una alineación adyacente. Esto implicó que primero se construyó la mitad norte del nuevo viaducto, se desmanteló la estructura de madera y luego se completó el lado sur.
Se conoce como viaducto de Trenance en los mapas del Ordnance Survey.

### Gover

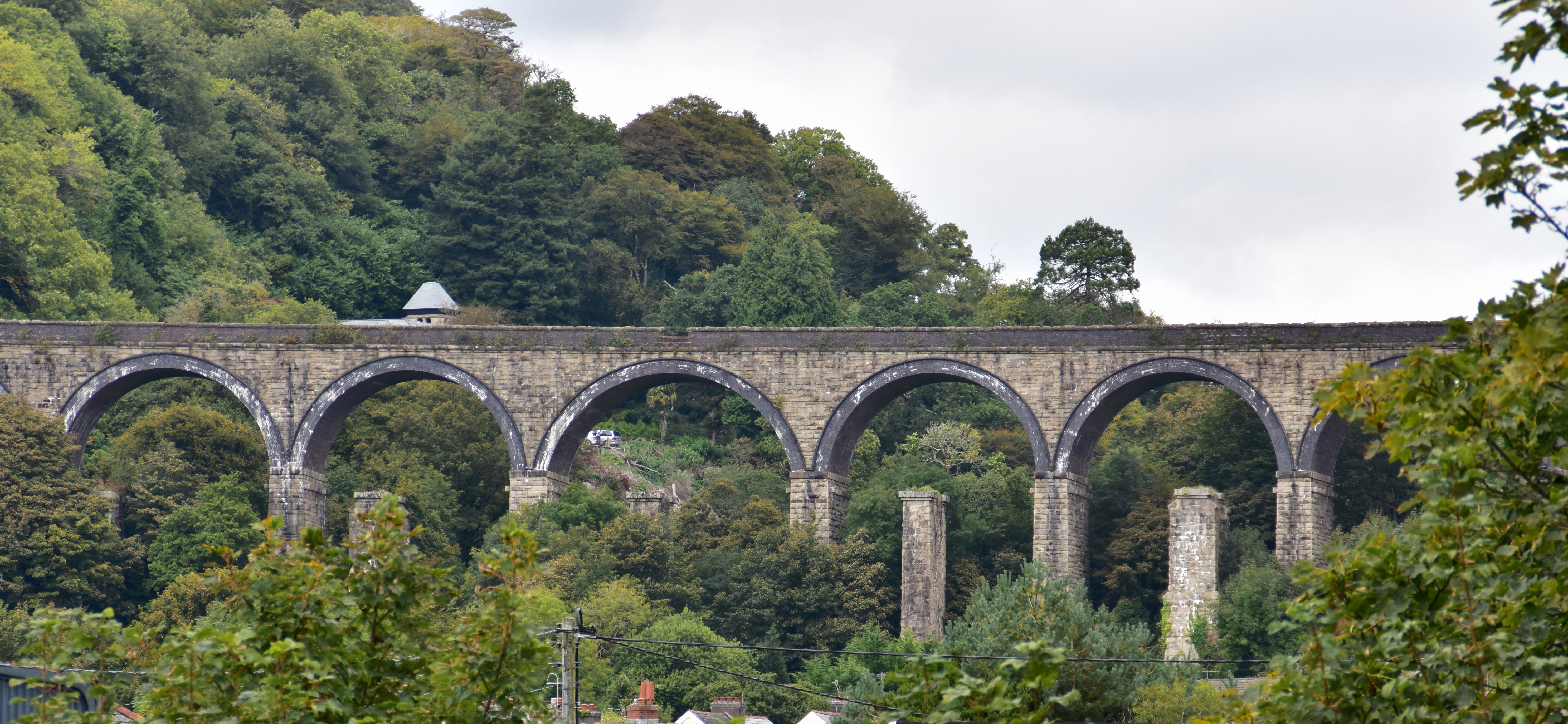
Viaducto de Gover en 2018 (lado sur)

Milla 287.5, 1,25 millas (2 km) al oeste de St Austell. (50°20′33″N 4°48′49″O / 50.342598, -4.813685)
Un viaducto de clase A de 95 pies (29,0 m) alto y 690 pies (210,3 m) de largo sobre 10 pilas. Fue reemplazado por un nuevo viaducto de piedra en 1898. Este viaducto y los pilares restantes de la estructura original fueron clasificados como elementos de Grado II en 1988.

### Coombe St. Stephens
Milla 291.25, 2 millas (3,2 km) al este de Grampound Road. (50°19′27″N 4°53′21″O / 50.324094, -4.889281)
Un viaducto de clase A de 70 pies (21,3 m) de alto y 738 pies (224,9 m) de largo sobre 11 pilas. Fue reemplazado por un nuevo viaducto de piedra el 11 de julio de 1886. Los pilares sobrevivientes del viaducto de Brunel fueron clasificados como elementos de Grado II en 1988.

### Fal
Milla 291.75, 1,5 millas (2,4 km) al este de Grampound Road. (50°19′13″N 4°53′57″O / 50.320203, -4.899194)
Un viaducto de clase A de 90 pies (27,4 m) de alto y 570 pies (173,7 m) de largo sobre 8 pilas. Fue sustituido por un nuevo viaducto de piedra el 24 de agosto de 1884.

### Probo
Milla 295.25, 2 millas (3,2 km) al oeste de Grampound Road (50°18′29″N 4°57′02″O / 50.308049, -4.950585). Probus y Ladock Halt se abrió un cuarto de milla al este del emplazamiento del viaducto el 1 de febrero de 1908.
Un viaducto de clase E de 43 pies (13,1 m) de alto y 435 pies (132,6 m) de largo sobre 11 pilas enanas. Fue reemplazado por un terraplén en 1871.

### Tregarne
Milla 296.75, 3,5 millas (5,6 km) al oeste de Grampound Road. (50°17′15″N 4°59′15″O / 50.287475, -4.987578)
Un viaducto de clase A de 83 pies (25,3 m) de alto y 606 pies (184,7 m) de largo sobre 9 pilas. Fue sustituido por un nuevo viaducto de piedra el 1 de septiembre de 1901.

### Tregeagle
Milla 297, 3,75 millas (6 km) al oeste de Grampound Road y 0,5 millas (0,8 km) al este del túnel de Polperro. (50°17′12″N 4°59′55″O / 50.286666, -4.998565)
Un viaducto de clase A de 69 pies (21,0 m) de alto y 315 pies (96,0 m) de largo sobre 4 pilas. Fue sustituido por un nuevo viaducto de piedra el 2 de febrero de 1902.

### Truro
Milla 300, 1 milla (1,6 km) al este de Truro. (50°16′03″N 5°03′12″O / 50.267591, -5.053303)

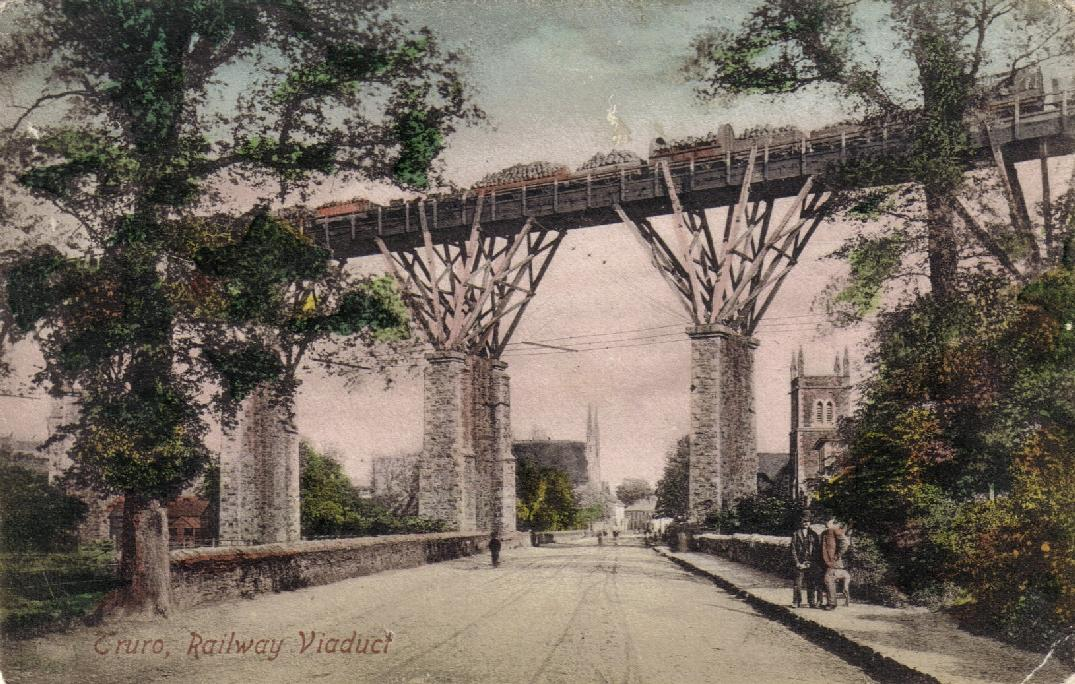
Viaducto de Carvedras

A veces conocido como viaducto de Moresk, este viaducto de clase A tiene una altura de 92 pies (28,0 m) y una longitud de 1329 pies (405,1 m) sobre 20 pilares, de los que 14 todavía se encuentran junto al viaducto de piedra por el que se sustituyó, puesto en servicio el 14 de febrero de 1904.

### Carvedras
Milla 300.5, a poca distancia al este de la estación de Truro. (50°15′53″N 5°03′38″O / 50.264724, -5.060427)
Un viaducto de clase A de 86 pies (26,2 m) de alto y 969 pies (295,4 m) de largo sobre 15 pilas. Fue reemplazado por un nuevo viaducto de piedra el 17 de agosto de 1902. El nuevo viaducto y los pilares restantes de la estructura original fueron clasificados como Grado II el 30 de julio de 1993.

## Viaductos de Truro a Falmouth

### Penwithers
Milla 301.5, 0,25 millas (0,4 km) al oeste de la conexión con el Ferrocarril del Oeste de Cornualles hacia Penzance. (50°15′07″N 5°04′59″O / 50.251925, -5.083065)
Un viaducto de clase A de 90 pies (27,4 m) de alto y 813 pies (247,8 m) de largo sobre 12 pilas. Fue reconstruido como terraplén en 1926.

### Ringwell
Milla 304, 1 milla (1,6 km) al norte de Perranwell. (50°13′39″N 5°06′04″O / 50.227442, -5.101004)
Un viaducto de clase A de 70 pies (21,3 m) de alto y 366 pies (111,6 m) de largo sobre 5 pilas. Fue reconstruido como terraplén en 1933.

### Carnon

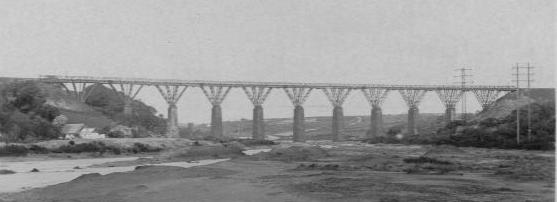
Viaducto del Carnon

Milla 304.25, 0,5 millas (0,8 km) al norte de Perranwell. (50°13′25″N 5°06′23″O / 50.223515, -5.106411)
Un viaducto de clase A de 96 pies (29,3 m) de alto y 756 pies (230,4 m) de largo sobre 11 pilas. La naturaleza blanda del fondo del valle significó que algunos pilares tuvieron que disponer de una cimentación construida hundiendo cajones temporales para retirar el lodo de su interior. Fue sustituido por un nuevo viaducto de piedra el 13 de agosto de 1933.
Este viaducto cruzó el arroyo de Restronguet Creek y el Ferrocarril de Redruth y Chasewater cerca de su estación término de Devoran. Esta línea ferroviaria en desuso ahora forma parte de los Senderos de los Tranvías Mineros.

### Perran
Milla 305.75, 1 milla (1,6 km) al sur de Perranwell. (50°12′42″N 5°07′52″O / 50.211598, -5.131216)
Un viaducto de clase A de 56 pies (17,1 m) de alto y 339 pies (103,3 m) de largo sobre 5 pilas. Fue sustituido por un nuevo viaducto de piedra el 24 de abril de 1927.

### Ponsanooth
Milla 307, cruzando el río Kennal 2 millas (3,2 km) al norte de Penryn. (50°11′44″N 5°08′09″O / 50.195638, -5.135851)
Un viaducto de clase B de 139 pies (42,4 m) de alto y 645 pies (196,6 m) de largo sobre 9 pilas. Fue reemplazado por un nuevo viaducto de piedra el 7 de septiembre de 1930. Este es el viaducto más alto de los localizados al oeste de Truro.

### Pascoe
Milla 307.25, 1,75 millas (2,8 km) al norte de Penryn. (50°11′19″N 5°07′37″O / 50.188742, -5.126967)
Un viaducto de clase A de 70 pies (21,3 m) de alto y 390 pies (118,9 m) de largo sobre 6 pilas. Fue reemplazado por un terraplén en 1923.

### Penryn
Milla 308.75, 0,25 millas (0,4 km) al norte de Penryn. (50°10′20″N 5°06′49″O / 50.172143, -5.113621)
Un viaducto de clase A de 63 pies (19,2 m) de alto y 342 pies (104,2 m) de largo sobre 5 pilas. Fue reemplazado por un terraplén en 1923.

### Collegewood
Milla 309.5, 0,25 millas (0,4 km) al sur de Penryn. (50°09′58″N 5°06′32″O / 50.166178, -5.108857)

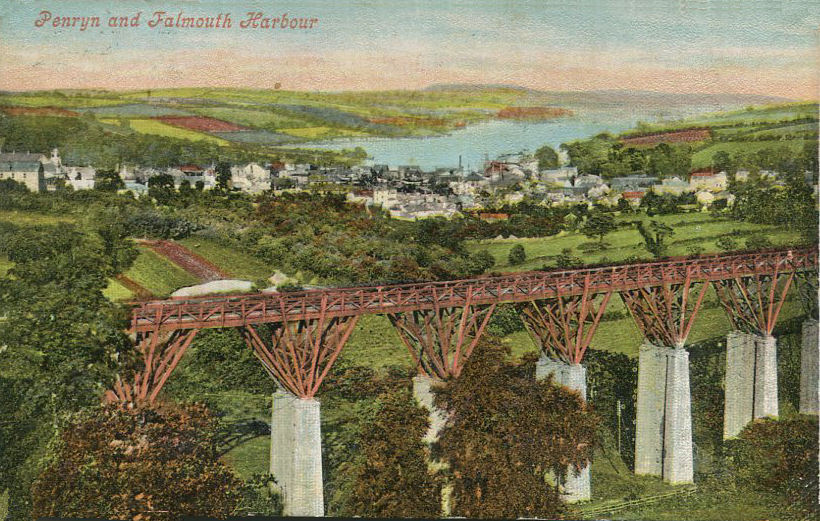
Viaducto de Collegewood en una antigua postal

Un viaducto de clase A de 100 pies (30,5 m) de alto y de 954 pies (290,8 m) de largo sobre 14 pilas. Fue reemplazado por un nuevo viaducto de piedra el 22 de julio de 1934. Este fue el viaducto más largo al oeste de Truro y el último viaducto de madera que se reemplazó en Cornualles. Los pilares del viaducto original siguen en pie y están clasificados como elementos de Grado II.